# Matthias Maute
Matthias Maute (Ebingen, 1963) is een Duitse blokfluitist, fluitist, dirigent en componist, gevestigd in Canada.

## Levensloop
Maute studeerde in Freiburg en Utrecht, vooral bij Baldrick Deerenberg en Marion Verbruggen. 
Hij is getrouwd met Sophie Larivière, een lid van het Ensemble Caprice.
In 1990 won hij de eerste prijs blokfluit in het internationaal concours van het MAfestival in Brugge en in 1994 de wedstrijd voor Kamermuziek georganiseerd door het Nederlands impresariaat. Hij begon vervolgens aan een solocarrière en debuteerde in het Lincoln Center in New York. In 2003 en 2005, was hij solo-blokfluitist in het Boston Early Music Festival. 
Hij heeft gecomponeerd voor blokfluit en zijn composities worden vaak uitgevoerd. Ze zijn gepubliceerd door Breitkopf & Härtel, Amadeus, Moeck en Carus. 
Zelf heeft hij een twintigtal platen op zijn naam staan op verschillende labels.
Hij doceert in Montreal aan de Universiteit van Montreal en aan de McGill University.

## Dirigent
Matthias Maute heeft een reputatie opgebouwd als dirigent. Hij is artistiek directeur van het Ensemble Caprice, waarmee hij aan internationale festivals deelnam, zoals - in Canada - het Ottawa Chamber Music Festival, het Festival international du Domaine Forget en het Elora Festival.
Hij is zich gaan toespitsen op grootschalige projecten voor koor en orkest. Daaronder zijn te vermelden:
- J.S. Bach, Mis in B Mineur
- J.S. Bach, Magnificat
- J.D. Zelenka, Miserere
- G.F. Haendel, Music for the Royal Fireworks

Met het Ensemble Caprice won hij in 2009 de Juno Award voor beste klassiek album, voor de uitvoering van Vivaldi's Angels. 
In september 2012 dirigeerde hij een dubbel-cd met Bachs Brandenburgse Concerten en de Preludes van Dmitri Sjostakovitsj.

## Publicaties
- Blockflöte & Improvisation. Formen und Stile durch die Jahrhunderte (2 volumes)